# لانگبال دانمارکی
لانگبال دانمارکی (به انگلیسی: Danish longball) ورزشی تیمی است که در دانمارک ابداع شد. همچنین این ورزش از دسته ورزش های امن پناه است. قوانین آن را می‌توان ترکیبی از قوانین ورزش‌های بیسبال و کریکت دانست. این ورزش ورزشی محبوب در مدارس متوسطه بریتانیا می‌باشد .